# Dagar med Knubbe (TV-serie)
Dagar med Knubbe är en svensk TV-serie från 1978 regisserad av Peter Schildt. Serien bygger på Maud Reuterswärds barnbok med samma namn och Reuterswärd skrev också seriens manus tillsammans med Schildt. Rollen som Knubbe spelas av Bengt Stenberg.

## Rollista
- Bengt Stenberg – Knubbe, Ernesto Maria Hansson
- Chatarina Larsson – Birgitta, Knubbes mor
- Siv Ericks – Inga, Knubbes mormor
- Mario Biliotti – Giovanni, Knubbes far
- Nils Brandt – Albin Vedman
- Henrik Schildt –	"Sekreteraren"
- Ewa Fröling – Anita
- Brita Borg – Elin
- Egon Larsson – Gustav
- Gunilla Hammar-Säfström – lärarinnan
- Helge Fosseus – kyrkoherden
- Inga Ålenius – kollegan

## Handling
Knubbe skall snart fylla sju. Han bor i en lägenhet med sin mamma som jobbar på resebyrå, och sin mormor som är varuhusbiträde. Pappan kommer från Italien, men bor i Sverige sedan flera år och arbetar som pizzabagare. Han bor inte med Knubbe och hans mamma. Knubbes bäste vän är kvarterets vedhandlare Vedman. Knubbe är ett ensamt barn och Vedman fungerar som ställföreträdande förälder. När Vedman dör i en hjärtattack har Knubbe svårt att förstå hur någon kan dö "när han bara sitter i en stol".

## Om serien
Serien består av sex 30-minutersavsnitt. Den sändes första gången mellan den 21 januari och 25 februari 1978. Fotografer var Hanno-Heinz Fuchs och Anders Cederholm. Scenograf var Eva Levén och klippare Lars Holte. Musiken komponerades av Anders Melander. Serien visades i Nederländerna 1978 med titeln Knubbe.
I en intervju 2011 menade regissören Schildt att TV-serien inte hade kunnat göras i dag på grund av skildringen av relationen mellan Knubbe och en man som inte är hans far.